# 35 (liczba)
35 (trzydzieści pięć) – liczba naturalna następująca po 34 i poprzedzająca 36.

## 35 w nauce
- liczba atomowa bromu
- obiekt na niebie Messier 35
- galaktyka NGC 35
- planetoida (35) Leukothea

## 35 w kalendarzu
35. dniem w roku jest 4 lutego. Zobacz też co wydarzyło się w 35 roku n.e.

## Inne
35 lat to w Polsce najniższy wymagany wiek kandydata na urząd prezydenta kraju.